# Laura Fraser
Laura Fraser (Glasgow, 24 de julho de 1975) é uma atriz escocesa. Trabalhou como atriz em vários filmes de renome como O Homem da Máscara de Ferro (1998), Vanilla Sky (2001), Nina's Heavenly Delights e  O Escocês Voador (2006). Mais recentemente interpretou Lydia Rodarte-Quayle, em Breaking Bad e no spin-off Better Caul Saul.

## Filmografia parcial
- Small Faces (1996)
- Neverwhere (1996)
- Left Luggage (1998)
- The Man in the Iron Mask (1998)
- Divorcing Jack (1998)
- Virtual Sexuality (1999)
- Whatever Happened to Harold Smith? (1999)
- A Christmas Carol (1999)
- Titus (1999)
- Kevin & Perry Go Large (2000)
- A Knight's Tale (2001)
- Vanilla Sky (2001)
- Den of Lions (2003)
- Devil's Gate (2003)
- 16 Years of Alcohol (2003)
- Coney Island Baby (2003)
- Iron Jawed Angels (2004)
- Casanova (2005)
- Nina's Heavenly Delights (2006)
- The Flying Scotsman (2006)
- Talk to Me (2007)
- The Passion (2007)
- Cuckoo (2008)
- Florence Nightingale (2008)
- The Boys Are Back (2009)
- Lip Service (2010) TV
- Single Father .... Rita (4 episódios, 2010) TV
- You Were Perfectly Fine (2010) .... Girl 1
- Wish you Well (2013)
- Breaking Bad (2012 - 2013)
- Better Caul Saul (2017-2020)